# Cephaloscyllium speccum
Cephaloscyllium speccum — акула з роду Cephaloscyllium родини Котячі акули. Інші назви «крапчаста головаста акула», «плямиста головаста акула».

## Опис
Загальна довжина досягає 69,4 см (точно встановлено), проте на думку вчених, може сягати 75-80 см. Зовнішністю дуже схожа на Cephaloscyllium signourum. Голова дуже широка та коротка. Морда коротка. Очі великі, овальні з мигальною перетинкою. Зіниці щілиноподібні. Очі розташовані відносно високо. За ними присутні невеличкі бризкальця. Ніздрі широкі з трикутними носовими клапанами. Губні борозни відсутні. Рот широкий. На верхній щелепі розташовано 69-84 робочих зубів, на нижній — 74-97. Зуби дрібні з 3-5 верхівками, з яких центральна є високою і гострою, бокові — невеличкі. У самців передні зуби більше ніж у самиць. У неї 5 пар зябрових щілин. Тулуб щільний. Грудні плавці великі, широкі. Має 2 невеликих спинних плавця, розташовані ближче до хвоста. Черевні плавці маленькі. Хвіст вузький, гетероцеркальний.
Забарвлення спини світло-сіро-коричневе з дрібними коричневими і світлими плямами та 8 великими сідлоподібними плямами з нечіткими межами. На відміну від Cephaloscyllium signourum не має темних плям під зябрами й V-подібної темної плями на хвостовому плавці. Це є основна різними між цими видами. Біля очей присутні світлі плямочки. Бризкальця облямовані темними лініями. Черево та нижня сторона грудних плавців блідніше за колір спини. На череві та плавцях є малопомітні плямочки. Молоді акули більш бліді, жовтуватого забарвлення.

## Спосіб життя
Тримається на глибинах від 150 до 455 м, на зовнішніх ділянках континентального шельфу й континентальних схилах. Як захист здатна роздувати тулуб, ковтаючи воду або повітря. Активна здебільшого вночі. Полює на здобич біля дна, є бентофагом. Живиться ракоподібними, головоногими молюсками, морськими черв'яками, личинками морських тварин, а також невеличкою костистою рибою.
Статева зрілість у самців настає при розмірах 64-66 см. Це яйцекладна акула. Стосовно парування та розмноження ще замало інформації.
Не є об'єктом промислового вилову.

## Розповсюдження
Мешкає біля північно-західного узбережжя Австралії, переважно біля рифів Ашмор.